# Постскриптум (фільм)
«Постскриптум» («Post scriptum») — радянський телефільм 1984 року, знятий режисером Артуром Поздняковим на Литовському телебаченні.

## Сюжет
Фільм про складні стосунки в сім'ї поруч із п'ючим чоловіком та батьком.

## У ролях
- Олегас Дітковскіс — син
- Вітаутас Паукште — батько
- Нійоле Гяльжиніте — Єва, Мати
- Євген Павленко — епізод
- Еугеніюс Ольбікас — чоловік у барі
- Вальдас Жільонас — чоловік у барі
- Саулюс Сіпаріс — хлопець у барі
- Антанас Курклетіс — чоловік у барі
- Альгірдас Пінтукас — чоловік у барі
- Світлана Литвинцева — відвідувачка у барі

## Знімальна група
- Режисер — Артур Поздняков
- Сценаристи — Артур Поздняков, Іван Жук
- Оператор — Едмундас Сафоновас
- Композитор — Фаустас Латенас